# Peltopsyche maclachlani
Peltopsyche maclachlani är en nattsländeart som beskrevs av Mueller 1879. Peltopsyche maclachlani ingår i släktet Peltopsyche och familjen smånattsländor. Inga underarter finns listade i Catalogue of Life.